# 클로이 김
클로이 김(영어: Chloe Kim 클로이 킴[*], 2000년 4월 23일~)은 미국의 스노보드 선수로 주 종목은 하프파이프이다. 2018년과 2022년 동계 올림픽 여자 하프파이프 종목에서 금메달을 획득하였다. 한국어식 이름은 김선이다.

## 같이 보기
- 올림픽 스노보드 메달리스트 목록